# Božejov
Božejov là một chợ huyện thuộc huyện Pelhřimov, vùng Vysočina, Cộng hòa Séc.